# Valentyn Syl'vestrov
Valentyn Syl'vestrov (Kiev, 30 settembre 1937) è un pianista e compositore ucraino.

## Biografia
Inizia privatamente lo studio del pianoforte a 15 anni. Si diploma al conservatorio di Kiev nel 1964, studia composizione con Borys Ljatošyns'kyj, armonia e contrappunto con Levko Revuckyj. Appartiene alla stessa generazione di Alfred Schnittke e Arvo Pärt.
Il suo stile è frutto di un allontanamento graduale dalle avanguardie sovietiche a cui aderì negli anni '60 e '70. La sua musica si mostra come un originale connubio tra il tardoromanticismo mahleriano e le atmosfere rarefatte di compositori come Tigran Mansurian, Gija Kančeli e Aleksandr Knajfel'.

## Onorificenze
Il 31 maggio 2022 il Comune di Ravenna ha deliberato il conferimento della cittadinanza onoraria a Syl'vestrov.

## Opere principali
- Sonatina (1960, 1965)
- Sinfonia n. 1 (1963, 1974)
- Mysterium (1964)
- Spectra (1965)
- Monodia (1965)
- Sinfonia n. 2 (1965)
- Sinfonia n. 3 "Eschatophonia" (1967)
- Quartetto n. 1 (1974)
- Silent Songs (1974-1975)
- Sinfonia n. 4 (1976)
- Kitsch-Music (1977)
- Sinfonia n. 5 (1980-1982)
- Quartetto n. 2 (1988)
- Metamusik (1992)
- Sinfonia n. 6 (1994-1995)
- The Messenger (1996-1997)
- Requiem per Larissa (1997-1999)
- Requiem (2000)
- Hymn 2001 (2001)
- Sinfonia n. 7 (2002-2003)
- Lacrimosa (2004)
- Sinfonia n. 8